# 日本锯鲨
日本锯鲨（学名：Pristiophorus japonicus）为锯鲨科锯鲨属的鱼类。

## 特征
身体延长，前部稍扁平，后部稍侧扁，呈圆筒状，黄褐色，长达1米多。吻呈剑状突起，边缘具有锯齿，口腹位，牙齿细小；鼻孔前方具有一对皮须。卵胎生，每产数尾至十多尾。

## 分布
分布于日本中部南部、朝鲜西南部以及黄海、东海沿海等海域，以及中國大陸北緯48N°N和22°N.，及台灣四周外海。该物种的模式产地在日本。栖息于近海底层，食小型鱼类或无脊椎动物。